# Мамуд (певец)
Мамуд (на италиански: Mahmood), псевдоним на Алесàндро Мамуд (на италиански: Alessandro Mahmoud; * 12 септември 1992 в Милано, Италия), е италиански певец и автор на песни.
Той е победител на Фестивала на италианската песен в Санремо през 2019 г. с песента Soldi („Пари“), с която се класира на второ място на Евровизия същата година, както и на Фестивала в Санремо през 2022 г.с песента Brividi („Тръпки“) в дует с Бланко.

## Биография
Роден е в Милано през 1992 г. от майка - италианка от Сардиния и баща египтянин. Израства в предградието Гратосольо. Започва да учи пеене от ранна възраст. Когато е на 5 г., родителите му се разделят и той е отгледан от майка си, като повече не поддържа връзка с баща си. Двамата започват да контактуват няколко години преди победата на Мамуд на Фестивала в Санремо през 2019 г.
Въпреки своя произход Мамуд не говори арабски, а владее сардински, поради това че майка му идва от градчето Орозеи, и е доста привързан към културата и фолклора на Сардиния. Счита острова за втори дом и източник на вдъхновение за композицията на песните си.
Сценичното му име Maмуд е игра на думи между фамилията му Maмуд и английския израз my mood („моето настроение“), който представлява неговия проект за включване на личната му история и следователно и настроение в песните му.
От 15-годишна възраст в продължение на няколко години взима частни уроци по пеене при маестро Джанлука Валенти, от когото получава основите на певческата техника и първото си музикално обучение. На 18-19 г. започва да учи пиано. След като завършва езикова гимназия, учи в CPM Music Institute в Милано, където се запознава с Андреа Родини - негов учител и първи мениджър, и с Франческо Фугаца, Елия Пастори и Марчело Грили - членове на групата му и първи продуценти.

## Кариера

### 2012-2016: първи телевизионен опит
През 2012 г. Мамуд участва в шестото издание на шоуто за таланти X Factor в категорията „Мъже 16-24 г.“, ръководена от Симона Вентура. Първоначално е изключен от самата Вентура, но след това е спасен от телевизионното гласуване и накрая е елиминиран в третия епизод. След това започва да пише и продуцира собствени парчета. На 23 юли 2013 г. пуска EP Fallin' Rain за Do It Yourself Multimedia, съдържащ пет версии на едноименната песен на диска.
През 2015 г. участва в певческия конкурс Area Sanremo и печели първо място и правото да участва във Фестивала на италианската песен в Санремо през 2016 г. в категорията „Нови предложения“. Той се класира на четвърто място с песента Dimentica („Забрави“). Междувременно през 2015 г. издава сингъл на английски език, озаглавен The Chair, в сътрудничество с Марта.

### 2017-2018: албумGioventù bruciata
През 2017 г. Мамуд пуска сингъла Pesos, с който участва в Летния фестивал (Summer Festival) в Рим и печели конкурса сред изпълнителите в категория „Младежи“ в третия епизод, заемайки второ място в крайното класиране. През ноември 2017 г. си сътрудничи с Микеле Брави, пишейки за певеца и изпълнявайки в дует с него песента Presi male („Отхвърлени“), съдържаща се в преиздадения албум Anime di Carta на Брави.
Междувременно Мамуд работи и като автор за други изпълнители, участвайки в създаването на песни като Nero Bali на Eлоди с Микеле Брави и Гуе Пекеньо, сертифицирана с двойна платина, Hola (I Say), Mille Lire и Revoluzione на Марко Менгони, съдържащи се в албума му Atlantico.
През 2017 г. си сътрудничи с Фабри Фибра, като пише и пее в дует с него песента Luna. Тя се съдържа в преиздадения му албум Fenomeno. През 2018 г. той отново си сътрудничи с рапъра Гуе Пекеньо, за когото композира песента Sobrio („Трезвен“) в дует с Eлоди и песента Doppio whisky, която пее в дует с певицата.
През септември 2018 г. излиза първото му EP Gioventù bruciata („Изгорена младост“), което съдържа сингъла Uramaki, с който участва в уеб конкурса на Италианския музикален фестивал 15, печелейки първа награда. През декември същата година Мамуд е един от двамата победители на Санремо Млади изпълнители 2018 с песента Gioventù bruciata, включена в преиздаденото му едноименно EP, благодарение на което печели и Наградата на критиката „Миа Мартини“.

### 2019: Победата на Фестивала в Санремо, Евровизия и Европейски музикални награди на Ем Ти Ви
Победата в Санремо Млади изпълнители позволява на Maхмуд да участва във Фестивала на италианската песен в Санремо 2019 с песента Soldi („Пари“), написана от него заедно с Дардъст и Чарли Чарлз. Заглавието на песента е обявено чрез социалните мрежи на изпълнителя на 6 януари.
На 1 февруари 2019 г. Мамуд прави първия си официален концерт в клуб Оибò в Милано, където представя някои непубликувани свои творби, включително Sabbie mobili, Remo и Il Nilo nel naviglio. В интервюта за TG1 (вечерните новини на Rai 1) той се определя като „марокански поп певец и автор на песни“, посочвайки сред влиянията арабската музика, слушана от баща му, както и Лучо Батисти.
69-ото издание на Фестивала в Санремо започва на 5 февруари 2019 г.: Maхмуд се представя за първи път последен, класирайки се на осмо място във временното класиране, давано от средната стойност от сумата на гласовете на пресцентъра, на 300-те представители на общественото мнение - обичайни потребители на музика и на гласуващите по телевизия. След неговото изпълнение песента се предлага на всички платформи заедно с видеото, дебютирайки на 31-ва позиция в класацията на Spotify със 137 хил. слушания за един ден и на 81-ва позиция в класацията на FIMI. На третата вечер Maхмуд се представя пръв, завършвайки на четвърто място в предварителното средно класиране. На четвъртата вечер, посветена на дуетите, той пее в дует с Гуе Пекеньо, завършвайки пети във временното класиране. На 9 февруари той печели 69-ото издание на Фестивал в Санремо, надминавайки Ултимо и Ил Воло на подиума с 38,92% от гласовете. Неговата победа предизвиква множество противоречия поради телевизионното гласуване, което дава като победител Ултимо с голямо мнозинство. След победата песента достига върха на класацията на FIMI, където остава през следващите 6 седмици.
На финала на фестивала в Санремо е обявено участието на певеца в турнето на шестте финалисти на Санремо Млади изпълнители по целия свят. Въпреки това, поради многобройните си ангажименти след победата, Maхмуд участва само на първата и последната дата в Тунис и в Брюксел.
На 10 февруари, ден след победата си, Мамуд е гост на телевизионната водеща Мара Вениер в програмата Domenica in в годишния специален епизод по случай фестивала, а вечерта е гост на Фабио Фацио и Лучана Литицето в телевизионната програма Che tempo che fa. И в двете програми той пее Soldi.
На 22 февруари 2019 г. певецът публикува първия си неиздаван албум, озаглавен Gioventù bruciata („Изгорена младост“), който дебютира директно на върха на италианските класации и е сертифициран като златен на 15 април за повече от 25 хил. продадени копия в Италия. За популяризирането на албума е обявено турне в цяла Италия с 13 дати. На 9 април певецът обявява първите дати от турнето си Good Vibes Tour чрез социалните мрежи, с нулева дата в Парма на 25 април, и с това той участва в поредица концерти в цяла Италия и Швейцария до септември същата година.
На 4 март той е главният герой в специален епизод на Радио Италия, където за първи път след победата си на Фестивала в Санремо изнася пълен концерт, представяйки песните от новия си албум. На 21 март е гост на Rai Радио 2, където пее на живо песните от албума си в нов концерт, а на 24 март е гост на Радио RSI в Швейцария за специалeн фен концерт.
Промоцията на албума кара Мамуд да има многобройни телевизионни участия в Италия: на 22 февруари той е гост на Петер Гомес в програмата La confessione, на 24 февруари участва в Domenica in на Мара Вениер, на 2 март е гост на Силвия Тофанин във Verissimo, на 16 март е гост на Мария де Филипи в Amici, на 19 март е гост на Джовани Флорис в програмата Dimartedì, а на 26 март е един на гостите на първия епизод от новия сезон на Шоуто на Маурицио Костанцо. По време на организираните събития на 24 февруари, на 16 и 26 март освен това той пее Soldi.
На 16 март Мамуд е един от многото гости на миланската среща на Форума на Гуе Пекеньо. За случая двамата пеят на живо дуетната версия на Doppio whisky и Soldi. На 29 март Мамуд си сътрудничи с Мис Кета, пишейки и пеейки в дует с нея песента Fa paura perché è vero („Страшно е, защото е вярно“) и впоследствие си сътрудничи със Серджо Силвестре, за когото композира песента Parolacce („Мръсни думи“).
На 26 април 2019 г. той отново работи с Чарли Чарлз и Дардъст в песента Calipso заедно с рапърите Сфера Ебаста и Фабри Фибра. Песента дебютира начело в класацията за дигитални сингли и остава там четири последователни седмици. На следващия ден парчето е изпълнено за първи път на живо от всички изпълнители заедно на концерта на Сфера Ебаста в Медиоланум Форум. На 8 юли 2019 г. песента е сертифицирана с двойна платина за над 100 хил. продадени копия на италианска територия.
Като победител на Фестивала в Санремо Мамуд е определен за представител на Италия на песенния конкурс Евровизия 2019 в Тел Авив. За него изпълнителят решава да се представи със Soldi, като запазва оригиналната езикова версия на песента, но леко променя текста, за да се спази максималната продължителност от 3 минути, изкисвана от конкурса. Maхмуд пее директно на финала на 18 май, тъй като Италия е една от петте държави, които са част от Голямата петорка. Класира се на второ място с 472 точки, от които 253 от гласуването по телевизия и 219 от журито, и печели наградата „Марсел Безансон“ за най-добра музикална композиция.
На 24 май той е сред международните гости на швейцарското радио ONE FM в Женева по повод събитието One FM Star Night 2019: за случая изпълнява песните Il Nilo nel Naviglio и Soldi. На 25 май, по повод първия си концерт в Милано на Фестивал MI AMI, той пее заедно със Сфера Ебаста Calipso и с Дардъст и Гуе Пекеньо дуетната версия на Soldi. Освен това пее в дует с Мис Кета за първи път на живо песента Fa paura perché è vero.
На 4 юни 2019 г. Мамуд е сред гостите на Музикални награди SEAT 2019 на Арена ди Верона, където изпълнява испанската версия на Soldi, акомпаниран от испанския певец Майкел Делакале. По този повод той получава две награди: за сертифицирането за златен на албума му Gioventù bruciata и за сертифицирането като тройно платинен на сингъла му Soldi.
На 15 юни 2019 г. той е първият италиански изпълнител, поканен в шведското шоу Sommarkrysset след успеха на Soldi на Евровизия. Там той изпълнява песента в шоуто в парк Грьона Лунд в Стокхолм.
На 16 юни певецът гостува в Лидо ди Остия (подселище на Рим) на шоу, организирано от марката сладоледи Алджида по случай 60-годишнината на сладоледа ѝ във фунийка, като изпълнява Uramaki, Anni '90, Gioventù bruciata и Soldi.
На 19 юни Мамуд отива в Испания като гост на радио LOS 40, и участва във фестивала Los40 Pop Toledo в Толедо с испанската версия на Soldi в дует с Майкел Делакале.
Впоследствие той стартира промоцията в Италия: на 22 юни гостува в Милано на Radio Deejay за събитието Party Like a Deejay, където изпълнява Il Nilo nel Naviglio и Soldi; На 29 юни той е в Палермо и закрива RadioItaliaLive - Концертът, където пее Uramaki, Gioventù bruciata и Soldi; На следващия ден той гостува във Виесте на Радио Норба по повод един от етапите на музикалното събитие Battiti Live 2019, където изпълнява Gioventù Bruciata и Soldi.
По случай концерта на 8 юли на Джаз фестивала в Монтрьо в Швейцария певецът открива изпълнението на британската певица Рита Ора. На 14 юли заедно с рапърите Клементино и Ливио Кори Мамуд гостува на стадион „Сан Паоло“ в Неапол по повод церемонията по закриването на 30-тата лятна Универсиада. По време на шоуто той изпълнява Sabbie mobili, Gioventù bruciata и Soldi. На 7 август в Локоротондо Maхмуд открива концерта на американската певица Лорин Хил.
На 30 август той издава сингъла Barrio, продуциран от Чарли Чарлз и Дардъст, чийто музикален клип е заснет в Мароко.
Последното тримесечие на 2019 г. е белязано от получаването на 3 ноември на наградата за най-добър италиански изпълнител на Европейските музикални награди на Ем Ти Ви в Севиля. Той също така си сътрудничи с рапърите Maракеш в сингъла Non sono Marra - La pelle, Джемитец и MедМен в Karate, и Та Сюприйм в песента 8rosk1. Maхмуд е и сред авторите на две песни, които започват да се въртят по радиото през ноември: L'ultima canzone del mondo на Киара Галиацо и Cheyenne на Франческа Микиелин.

### 2020-2021: албумGhettolimpo
На 16 януари 2020 г. излиза новият сингъл на Мамуд Rapide - първият от втория студиен албум на певеца. В същия период той е автор на песента на Eлоди Andromeda, представена на Фестивала в Санремо 2020. На 28 март Maхмуд пуска неофициалния сингъл Eternantena с продуцент Муут, написан и записан по време на локдауна поради пандемията от COVID-19. На 15 май той представя чрез своя канал в Ютюб непубликуваната песен Moonlight popоlare в сътрудничество с рапъра Maсимо Периколо и продуцирана от италианската електро-хаус група Крукърс. Следва сингълът Dorado, издаден на 10 юли с участието на рапъра Сфера Ебаста и на колумбийския рапър Фейд.
През юли 2020 г. певецът е нает от режисьора Андреа Брунети за участие в епизод от допълнението към уеб поредицата Rajel, фокусиран върху темата за включването.
На 3 февруари 2021 г. излиза предварително сингълът Inuyasha, достъпен на всички платформи два дена по-късно; след Rapide и Dorado песента е третият сингъл от втория студиен албум на Maймуд Ghettolimpo. Inuyasha носи името си от едноименната манга и аниме, спомената и в придружаващото видео. На 14 февруари 2021 г. певецът пее на живо новата песен като гост на програмата на Фабио Фацио Che tempo che fa.
По време на интервюто той потвърждава издаването на албума за следващата пролет. Той е и сред авторите на текста в две песни на Фестивала в Санремо 2021: Chiamami per nome на Франческа Микиелин и Федец, и с колективния псевдоним Tатроли на Glicine на Ноеми.
Във връзка с разпространението на четвъртия му сингъл Zero („Нула“) на 21 април 2021 г. Мамуд определя датата на публикуване на Ghettolimpo на 11 юни. Петият сингъл Klan е пуснат на 14 май, за да съвпадне с предварителната поръчка на диска в iTunes.
През август 2021 г. Мамуд стартира лятното си турне Ghettolimpo Tour. Впоследствие прави дует за първи път с Дзукеро Форначари в албума на Дзукеро Discover, с когото изпълнява кавъра на Моби Natural Blues.
На 4 декември 2021 г. по вечерните новини TG1 на Rai 1 е обявено участието му заедно с Бланко във Фестивала на италианската песен в Санремо 2022.

### Санремо 2022
През февруари 2022 г. Мамуд участва за втори път в ежегодния Фестивал на италианската песен в Санремо, този път в дует с Бланко, с когото инзпълнява любовната песен Brividi („Тръпки“). Тя триумфира в състезанието и автоматично влиза във финалната фаза на Евровизия 2022. Критиците наблюдават как за първи път в историята на фестивала изпълнение поставя хомосексуалната любов на едно и също ниво с хетеросексуалната. След комерсиалното си разпространение песента поставя рекорда за песен с най-голям брой стрийминги в рамките на 24 часа на италианска територия в Spotify – 3,3 милиона и застава в генералната петица на същата платформа. Тя дебютира на първо място в италианската класация след само три дни.
На фестивала от 2022 г. Мамуд е сред авторите на парчето на Ноеми Ti amo non lo so dire („Не знам да кажа „Обичам те““).

### Стил и музикални влияния
Музикалният стил на Мамуд е описан като „иновативен и изтънчен, програмно невъзможен за етикетиране и труден за насочване към специфичен музикален жанр“. Музикалните жанрове, повлияли на звукозаписните му проекти, варират от поп, хип-хоп, трап, чак до съвременен ритъм енд блус и традиционна италианска музика. Музикалният му жанр е определян и като „мароко-поп“, идентифицирайки обединението на италианската поп музика с влиянията на мароканската и арабската музика.
В написването на песните на Мамуд се открива „проста, обща лексика, без сложни думи; [...] с повтаряема, но нюансирана и широко разпространена привлекателност на екзотична матрица. Сравненията и метафорите се преплитат мъдро благодарение на отличното техническо майсторство на писането“. Текстовете използват асонанси, несъвършени рими и фрази на арабски език.
Мамуд споменава сред международните изпълнители, които най-много повлияват на музикалния му избор, Франк Оушън, Джазмин Съливан, Травис Скот, Йоан Лемоан (Удкид), Бийонсе и Росалия. Сред италианските изпълнители споменава Елиза, Фабри Фибра, Гуе Пекено и Маракеш.

## Личен живот
Една от причините Мамуд да впечатли най-много в Санремо 2019 е смисълът на песента му „Пари“, вдъхновена от житейския му опит. Мамуд смята, че тайната на успеха му се крие именно в автентичната история на чувствата и емоциите. Текстът на песента говори за трудните отношения между баща и син: история, преживяна от първо лице от Мамуд.
Певецът е резервиран за личния си живот. До 2016 г. има връзка с жена, чието име не съобщава. През 2019 г. италианското списание Chi публикува снимка на певеца и неговият вероятен приятел - Лоренцо Тобия Маркучи, работещ в областта на модата. През март 2020 г. същото списание посочва, че Мамуд има връзка с един от танцьорите на телевизионното предаване Amici - Габриеле Еспозито. Самият певец не е потвърдил своята хомосексуалност.
Той е католик като родителите си. Има редица татуировки и ярка обеца на лявото ухо. Живее в Милано.

## Дискография

### Студийни албуми
- 2019 – Gioventù bruciata
- 2021 – Ghettolimpo

## Турнета
- 2019 – Good Vibes Tour
- 2019 – Europa Good Vibes
- 2021 – Ghettolimpo Tour

## Признания
- 2017: Победител в третата вечер на Летния фестивал Уинд 2017 с песента Pesos
- 2018: Победител в музикалния онлайн конкурс на Италианския музикален фестивал 15 с песента Uramaki[18]
- 2018: Победител във втората вечер на Санремо Млади изпълнители с песента Gioventù bruciata
- 2018: Награда на критиката „Миа Мартини“ на Санремо Млади изпълнители с песента Gioventù bruciata[102]
- 2019: Победител на 69-ия Фестивал на италианската песен в Санремо 2019 с песента Soldi[103]
- 2019: Награда „Енцо Яначи“ за най-добро изпълнение на 69-ия Фестивал на италианската песен в Санремо с песента Soldi[104]
- 2019: Награда Baglioni d'oro за най-добра песен, гласувана от конкуриращите се изпълнители на Фестивала в Санремо (Dopofestival) с песента Soldi
- 2019: Второ място на Евровизия 2019
- 2019: OGAE Poll за най-добрата песен на Евровизия 2019 с песента Soldi[105]
- 2019: Награда „Марсел Безансон“ за композитор на Евровизия 2019 за песента Soldi[106]
- 2019: Сертификат на Vevo за 100 млн. гледания за песента Soldi
- 2019: Награда „Златно CD“ на 13-тото издание на Музикалните награди SEAT за албума Gioventù bruciata
- 2019: Награда „Мултиплатинен сингъл“ на 13-тото издание на Музикалните награди SEAT за песента Soldi
- 2019: Награда за най-добър италиански изпълнител на Музикалните награди на Ем Ти Ви Европа
- 2019: Плоча на улицата на Фестивала в Санремо на Виа Матеоти в Санремо, за песента Soldi